# Rue Gaston-Darboux
La rue Gaston-Darboux est une voie du 18e arrondissement de Paris, en France.

## Situation et accès
La rue Gaston-Darboux est une voie publique située dans le 18e arrondissement de Paris. Elle débute au 3, avenue de la Porte-d'Aubervilliers et se termine au 4, rue Charles-Lauth.

## Origine du nom

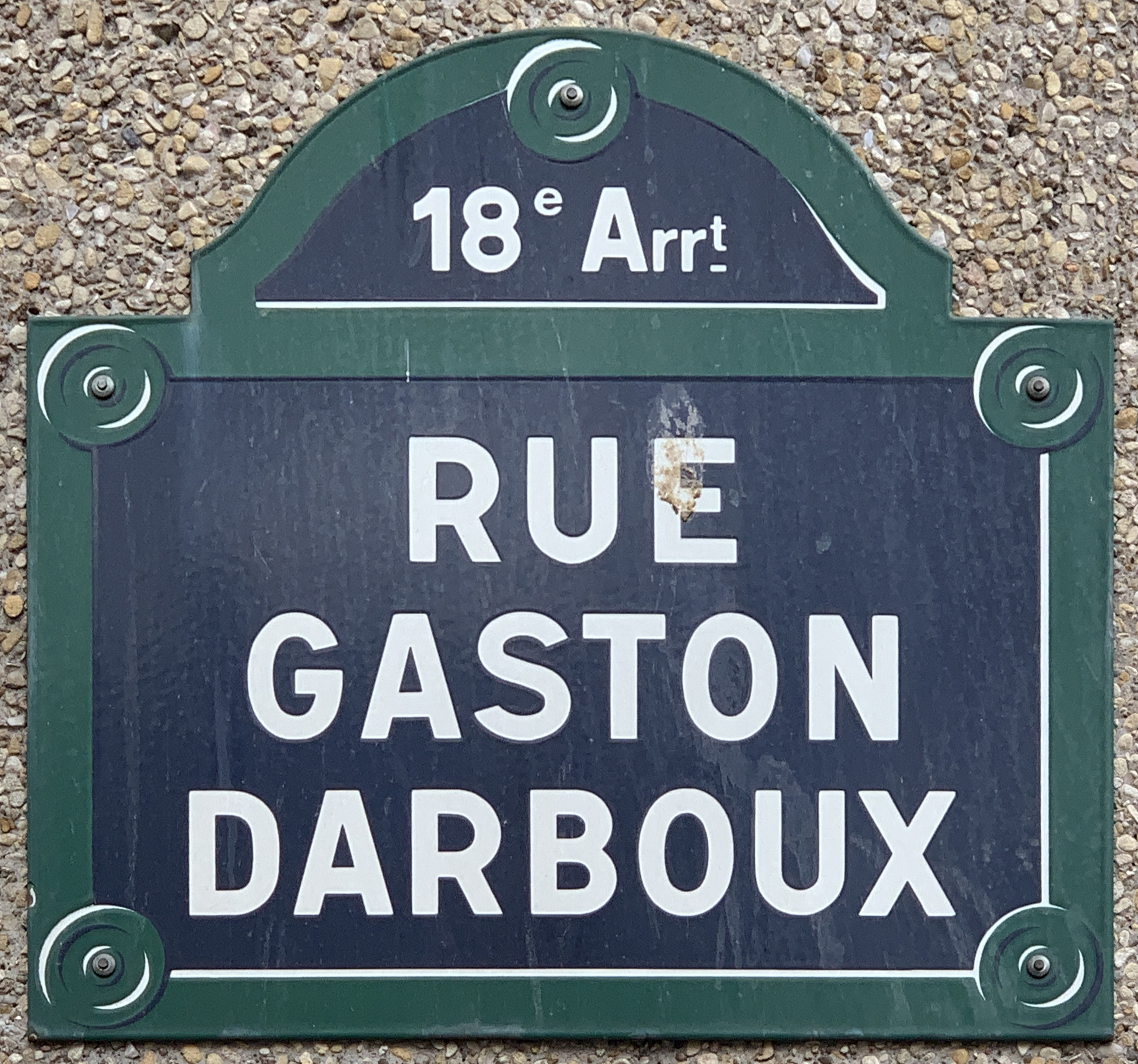
Plaque de la rue.

Son nom lui fut attribué en hommage au mathématicien Gaston Darboux.

## Historique
La rue a été ouverte par l'Office public d'habitations de la ville de Paris, et a pris sa dénomination actuelle en 1934, sur l'emplacement du bastion no 32 de l'enceinte de Thiers.
Elle est classée dans la voirie de Paris par un arrêté du 5 mai 1961.
Elle est située dans le périmètre de la ZAC Gare des Mines-Fillettes.